# Downpipe
Der Begriff Downpipe kommt vornehmlich aus der Tuningszene und hat u. a. den aus den 1990er Jahren stammenden Begriff „Hosenrohr“ ersetzt. Er kommt aus dem Englischen und setzt sich aus den Wörtern „down“ für hinunter und „pipe“ für Rohr zusammen.
Er bezeichnet den Teil der Abgasanlage in einem mit Verbrennungsmotor angetriebenem Kraftfahrzeug, der an den am Motor befindlichen Abgaskrümmer – meist höher gelegen – mit der am Unterboden verlaufenden Abgasanlage verbindet.
In dieser Verbindung sind in heutigen Fahrzeugen oft noch Abgasturbolader, Katalysator und Partikelfilter untergebracht. An die Downpipe schließt die Abgasanlage im Unterboden an, die durchaus noch Elemente zur Abgasreinigung vorweisen können. Andernfalls folgen je nach Auslegung der Abgasanlage zur Schalldämpfung ggf. ein Mittelschalldämpfer und letztendlich der Endschalldämpfer.
Wenn man in der Tuningszene von Downpipe spricht, ist oft ein Abgasrohr mit größerem Querschnitt gemeint, was die Leistung verbessern soll. Die Wirkung ist in straßenzugelassenen Fahrzeugen umstritten.